# Селянська доля
«Селянська доля» — суспільно-політичний і економічний тижневик, орган Української соціал-демократичної партії, виходив у Луцьку 1923 — 1924 років. Редактор — Степанюк.